# کلید میل‌تقاطعی

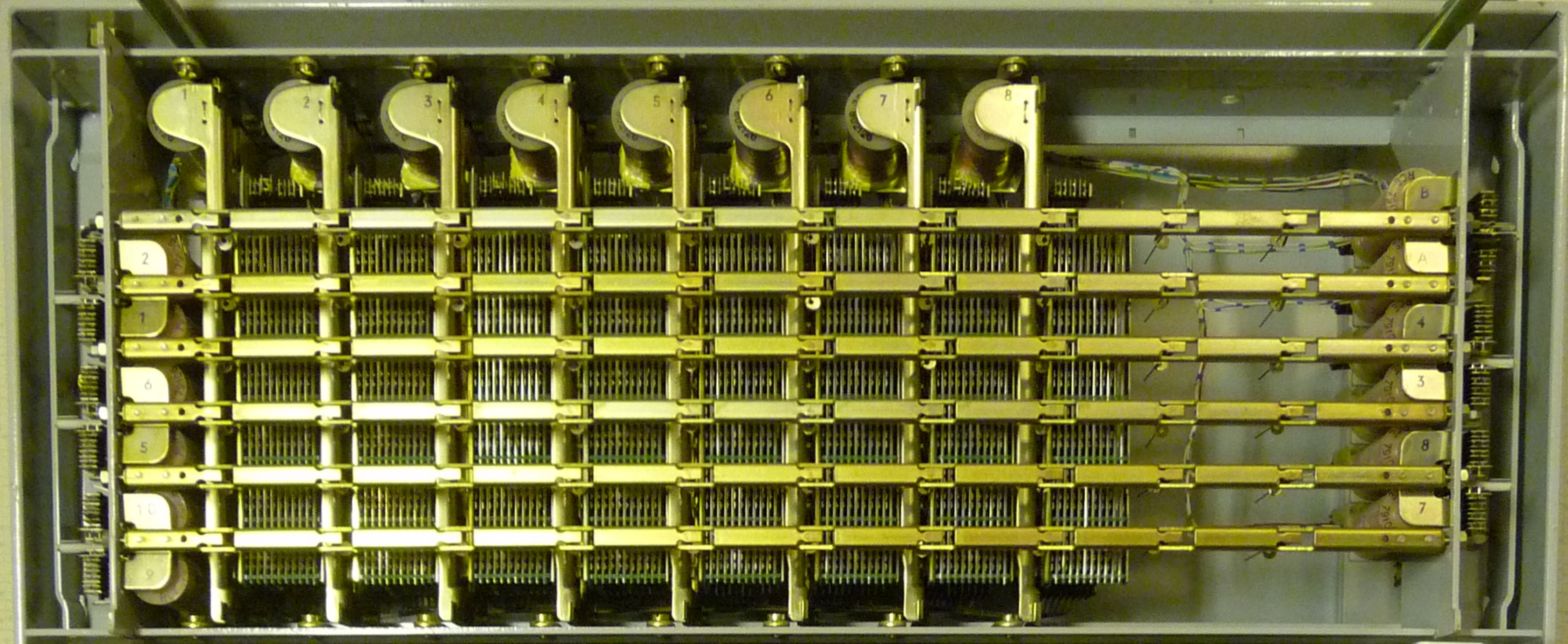
یک کلید میل‌تقاطعی الکترومکانیکی در یک مرکز تلفن داخلی

در الکترونیک و مخابرات، یک کلید میل‌تقاطعی (به انگلیسی: Crossbar switch) یا کلید نقطه-تلاقی (به انگلیسی: cross-point switch) یا کلید ماتریسی (به انگلیسی: matrix switch) مجموعه‌ای از کلید‌ها است که در یک پیکربندی ماتریسی مرتب شده‌اند. یک کلید میل‌تقاطعی دارای خطوط ورودی و خروجی متعددی است که یک الگوی چلیپاشده (به انگلیسی: crossed) از خطوط میان‌هابندساز را تشکیل می‌دهند که ممکن است با بستن یک کلید قرارگرفته در هر اندربرش (به انگلیسی: intersection)، یعنی درایه‌های ماتریس، یک اتصال بین آنها برقرار شود. دراصل، یک کلید میل‌تقاطعی به معنای واقعی کلمه از میله‌های فلزی تقاطع‌ساز (به انگلیسی: crossing) که مسیرهای ورودی و خروجی را فراهم می‌کرد، تشکیل‌شده. پیاده‌سازی‌های بَعدی به همان توپولوژی کلیدزنی در الکترونیک حالت-جامد دست یافتند. کلید میل‌تقاطعی یکی از معماری‌های اصلی تلفن‌خانه است، همراه با یک کلید چرخشی، کلید حافظه، [نیازمند منبع] و یک کلید متقاطع.
نقطه تلاقی (به انگلیسی: cross-point) یا یک کلمهٔ بسیار کاربردی در آرایه‌هاست. هرجا که مجموعه‌ای از آرایه‌ها وجود دارد از واژه نقطه تلاقی استفاده شده‌است. منظور از نقطه تلاقی، نقطه‌ای است که در آن نقطه، دو خط عمود باهم تلاقی پیدا می‌کنند. به‌عنوان مثال در حافظه‌ها که معمولاً به صورت آرایه‌هایی ایجاد می‌شوند از ساختارهایی به صورت نقطه تلاقی استفاده می‌شود. یک نمونه از این نوع ساختارها در مرجع شمارهٔ ۱ نشان داده شده‌است.

## برای مطالعهٔ بیشتر
- Pacific Telephone and Telegraph Company. General Administration Engineering Section (1956). Survey of telephone switching. San Francisco, California. OCLC 11376478.
- Scudder, F.J.; Reynolds, J.N. (January 1939). "Crossbar Dial Telephone Switching System". Bell System Technical Journal. 8 (1): 76–118. doi:10.1109/EE.1939.6431910. S2CID 51659407. Retrieved 23 April 2015.